# Čechomor Live
Live je první živé album Čechomoru. Nahráno bylo v roce 2002 v pražské Brumlovce. Obsahuje celkem 21 skladeb, z toho první a patnáctá jsou instrumentální. Podle některých kritiků se jedná o album méně kvalitní než jsou Proměny, protože hudba zde více přitvrdila a kytara a bicí dostaly více prostoru. Převládá však názor, že album je velice povedené a patří k jedněm z nejlepších alb skupiny. Na albu zazněla také píseň Rehradice, kterou skupina hrála jen na prvním albu Dověcnosti pod jménem Příčina pláče. Album obsahuje celkem 5 skladeb, které nejsou lidové. Jsou to Předehra, Nevěra, Hop Hé, Instrumentálka na irské téma a Nepudem Domú. Live obsahuje deset písní, které Čechomor předtím nikdy na žádném jiném albu nevydal.
Ukázka celého alba: nižší kvalita, vyšší kvalita

## Skupina
- František Černý – kytara a zpěv
- Karel Holas – pětistrunné housle a zpěv
- Radek Pobořil – akordeon a trubka
- Michal Pavlík – violoncello a české dudy
- Radek Klučka – bicí, perkuse
- Lenka Dusilová – zpěv, vystupovala jako host

## Seznam stop
1. Předehra (ukázka)
2. Až já půjdu povandruju (ukázka[nedostupný zdroj])
3. Michálek (ukázka)
4. V zeleném háji (ukázka)
5. Husičky (ukázka)
6. Včelín (ukázka)
7. Nevěra (ukázka)
8. Ore šuhaj ore (ukázka)
9. Mázek - Panenka (ukázka)
10. 7 nocí (ukázka)
11. Slunéčko (ukázka)
12. Ach Bože z nebe (ukázka)
13. V tom Prešpurku (ukázka)
14. Hop hé (ukázka)
15. Instrumentálka na irské téma (ukázka)
16. Mezi horami (ukázka)
17. Gorale  (ukázka)
18. Rehradice (ukázka)
19. Aj čo ně dáš (ukázka)
20. Pivníčková (ukázka)
21. Nepudem domú (ukázka)